# Paratheria
Paratheria é um género botânico pertencente à família Poaceae.